# Марвелл (Арканзас)
Марвелл (англ. Marvell) — місто (англ. city) в США, в окрузі Філліпс штату Арканзас. Населення — 855 осіб (2020).

## Географія
Марвелл розташований за координатами 34°33′23″ пн. ш. 90°54′55″ зх. д. / 34.55639° пн. ш. 90.91528° зх. д. (34.556323, -90.915253).  За даними Бюро перепису населення США в 2010 році місто мало площу 3,68 км², уся площа — суходіл.

## Демографія
Згідно з переписом 2010 року, у місті мешкало 1186 осіб у 513 домогосподарствах у складі 318 родин. Густота населення становила 322 особи/км².  Було 581 помешкання (158/км²). 
Расовий склад населення:
| - 62,4 % — чорних або афроамериканців - 35,5 % — білих - 0,3 % — корінних американців - 0,2 % — азіатів |

До двох чи більше рас належало 1,3 %. Іспаномовні складали 1,1 % від усіх жителів.
За віковим діапазоном населення розподілялося таким чином: 25,6 % — особи молодші 18 років, 54,7 % — особи у віці 18—64 років, 19,7 % — особи у віці 65 років та старші. Медіана віку мешканця становила 40,6 року. На 100 осіб жіночої статі у місті припадало 74,4 чоловіків;  на 100 жінок у віці від 18 років та старших — 71,3 чоловіків також старших 18 років.
Середній дохід на одне домашнє господарство  становив 35 596 доларів США (медіана — 20 982), а середній дохід на одну сім'ю — 43 416 доларів (медіана — 25 446). Медіана доходів становила 25 500 доларів для чоловіків та 24 205 доларів для жінок. За межею бідності перебувало 43,7 % осіб, у тому числі 60,9 % дітей у віці до 18 років та 23,4 % осіб у віці 65 років та старших.
Цивільне працевлаштоване населення становило 384 особи. Основні галузі зайнятості: освіта, охорона здоров'я та соціальна допомога — 38,8 %, сільське господарство, лісництво, риболовля — 13,5 %, оптова торгівля — 7,8 %, роздрібна торгівля — 7,8 %.